# Дубовиков, Борис Александрович
Бори́с Алекса́ндрович Дубо́виков (25 ноября (8 декабря) 1906 года, село Никологоры Вязниковского уезда Владимирской губернии — 12 августа 1988 года, Москва) — советский учёный, государственный деятель и организатор производства, автор Саратовской системы бездефектного труда, основоположник системного подхода к управлению качеством, профессор, доктор технических наук (1970). Член ВКП(б) с 1943 года.

## Биография
Родился 25 ноября (8 декабря) 1906 года в селе Никологоры Вязниковского уезда Владимирской губернии в многодетной семье лесничего. Среднюю школу окончил в городе Вязнинки в 1923 году, а в 1926 году окончил механический техникум.
В 1926—1930 годах учился в Ленинградском политехническом институте, получил специальность инженера-механика. С июля 1929 года работал конструктором, а потом стал начальником цеха на заводе «Красный Выборжец» в Ленинграде.
В 1934 году направлен в город Балхаш на строительство Карагандинского медеплавильного комбината. В течение четырёх лет был главным инженером механического завода.
В 1938 году направлен главным инженером на авиационный завод № 106, в город Хабаровск.
С 1940 года — заместитель главного инженера Подольского механического завода, который в это время осваивал производство бронекорпусов для самолётов Ил-2. По инициативе Дубовикова на заводе была внедрена конвейерная сборка, что позволило резко увеличить производство бронекорпусов для Ил-2.
С эвакуацией в начале Великой Отечественной войны в Куйбышев Подольского механического завода Дубовиков назначается главным инженером теперь уже Куйбышевского механического завода № 207 («Мехзавод», как его называли). В 1946 году назначен директором завода.
В 1952 году был направлен на работу в город Молотов начальником производства Моторного завода № 33.
В 1954 году назначен директором Саратовского завода № 306 (Саратовское электроагрегатное производственное объединение), выпускавшего наряду с продукцией военного назначения и бытовые холодильники. Создал на заводе службу надежности, включающую группу анализа отказов, организовал выпуск необходимых запасных частей, сформировал группы специалистов по ремонту оборудования по 2-3 человека и отправил их во все крупные города (прежде всего в столицы союзных республик), где продавались холодильники. Приоритетной задачей в работе этих групп было прекращение повозврата бракованных холодильников. Так впервые в стране была создана служба надёжности и сеть сервисных центров по ремонту бытовой техники.
В 1955 году назначен директором авиационного завода № 292 (Саратовского авиационного завода), который испытывал проблемы с качеством выпускаемых изделий, где инициировал и организовал движение за бездефектное выполнение операций, ввёл дополнительную оплату труда для бригад производящих изделия без дефектов с первого предъявления ОТК и представителю заказчика, введя показатель — процент сдачи работ с первого предъявления, создав тем самым систему ставшую потом известной как Саратовская система бездефектного труда. Внедрение системы потребовало фактически полугодового простоя завода, но показало в итоге эффективность.
В 1957—1966 годах — первый заместитель председателя Приволжского совнархоза.
В это время внедрял свою систему в оборонной промышленности Саратовской, Пензенской и Ульяновской областей. В это же время Саратовская система стала распространяться по всей стране и за её пределами. К декабрю 1966 года она была внедрена на 5000 предприятий, НИИ, КБ, среди почти 5 млн рабочих и ИТР. О системе было опубликовано несколько тысяч публикаций в прессе, прошло много конференций и семинаров по обмену опытом, её экономическая эффективность была многократно доказана, в СССР она составила миллиарды рублей. В США Саратовская Система появилась в 1961 году и была названа «Zero Defects program», без ссылок на её автора, и была быстро распространена по всем космическим и оборонным предприятиям США.
В 1966—1970 годах — заместитель председателя Комитета стандартов, мер и измерительных приборов.
В 1970 году защитил докторскую диссертацию, и последние годы работал профессором на кафедре механической обработки и металлорежущих станков Московского авиационного технологического института им. К. Э. Циолковского.
Умер в 1988 году. Похоронен в Зеленограде.

## Награды
- Орден Ленина (1945, 1963);
- Орден Трудового Красного Знамени (1957, 1959);
- Орден Знак Почета (1957);
- Медаль «За оборону Москвы» (1946);
- Медаль «За доблестный труд» в 1941—1945 гг. (1946);
- Медаль «За победу над Германией» (1946);
- Медаль «Двадцать лет Победы в Великой Отечественной войне» (1967);
- Медаль «За доблестный труд в ознаменование 100-летия со дня рождения В. И. Ленина» (1970);
- Золотая медаль ВДНХ;
- Золотая медаль «За бездефектную работу», ГДР.

## Научные труды
- Основы научной организации управления качеством, изд-во «Экономика», Москва, 1966
- Материалы Всесоюзной конференции по повышению надежности, ЦИНТИАМ, М., 1964
- Система организации бездефектного изготовления продукции, ЦБТИ, Саратов, 1963
- Материалы Всесоюзной конференции по качеству и надежности, НИАТ, М., 1964
- Учебник. Методика и практика стандартизации. Гл. 12, изд-во Комитета Стандартов, М., 1967
- Материалы Всероссийских семинаров по приборостроению и машиностроению, ГОСИНТИ
- Материалы Всероссийского совещания по качеству в радиопромышленности, ЦБТИ, Саратов, 1964
- Лекция на московском семинаре по качеству проектирования, изд-во «Знание», М., 1965
- Система борьбы за высокое качество и надежность, журнал «Машиностроитель», № 9, М., 1964
- Лекция на Всероссийском семинаре по качеству, ЦБТИ, Саратов, 1964
- Материалы Всероссийского семинара, ЦБТИ, Саратов, 1964
- Конструктор и проблема надежности, журнал НТО СССР № 12, М.,1964
- Лекция на московском семинаре по качеству, Комитет ВСНТО, М., 1963
- Материалы Минской конференции по качеству, Минск, БССР, 1964
- Без брака и дефектов, журнал «Партийная жизнь», № 18, М.,1964
- Материалы Всесоюзного совещания по стандартизации, изд-во стандартов, М., 1964
- Проблемы стандартизации и управления качеством продукции, изд-во стандартов, М., 1964
- Учебное пособие «Основные вопросы надежности и долговечности машин», изд-во МАТИ, М., 1969
- Учебник. Методика и практика стандартизации. Гл. 12, изд-во стандартов, М., 1969
- Статьи по качеству в газетах «Правда», «Известия», «Советская Россия», «Экономическая газета», «Вечерняя Москва», «Коммунист» (Саратов) и др., 1958—1969 г.г.
- Основные принципы организации технического контроля, ж. «Рационализация и стандартизация», № 11, София, Болгария
- Стандартизация и качество, сб. «Симпозиум по стандартизации», София, Болгария, 1968
- Саратовский метод бездефектной работы, журнал «Problemy Jakosci i Miar», 1(2), Варшава, Польша, 1969
- Специальная тема, изобретение, авторское свидетельство № 10655 от 18.04.50, соавторы Кишкин С. Т., Скляров, Н. М., Келехсаев В. Я.
- Специальная тема, изобретение, авторское свидетельство № 10928 от 23.05.50, соавторы Кишкин С. Т., Скляров, Н. М., Келехсаев В. Я.
- Специальная тема, изобретение, авторское свидетельство № 9330 от 13.07.49, соавторы Кишкин С. Т., Скля
- «Основы научной организации управления качеством», Warsawa, 1969, Panstwowe Wydawnictuwo Economicsne
- Научные основы управления качеством, Общество «Знание» РСФСР, Казань, 1971
- Методика и практика стандартизации. Гл. 18, изд-во стандартов, М., 1971
- Статья в журнале «Социалистический труд», М., январь 1972
- Статья в сборнике «Преподавание надежности в высшей школе» (по конференции в МАТИ) изд-во стандартов, М., 1972
- Основы научной организации управления качеством. Лекция в Политехническом музее 01.01.72г., М.,литография ГОСНИИНТИ.
- «Система управления качеством. Теоретическое обоснование и опыт применения», Саратов, 2006

## Память
- 1998 — учреждена премия имени Бориса Дубовикова «За достижения в области качества» Правительства Саратовской области.
- 2001 — установлен бюст Бориса Дубовикова в Саратовском Центре стандартизации, метрологии и сертификации. На торжественном открытии бюста губернатор Саратовской области Дмитрий Аяцков имя Бориса Дубовикова поставил в один ряд с именами выдающихся людей Саратовской земли —  Николая Чернышевского и Петра Столыпина.
- 2002 — имя Бориса  Дубовикова присвоено Саратовскому Центру стандартизации, метрологии и сертификации.
- 2005 — в Саратове состоялся Форум международной организации по качеству, посвященный 50-летию Саратовской системы.
- 2006 — именем Бориса  Дубовикова названа одна из улиц Саратова.